# Amphicnemis annae
Amphicnemis annae là một loài chuồn chuồn kim trong họ Coenagrionidae.
Amphicnemis annae được Lieftinck miêu tả khoa học năm 1940.